# Robinia neomexicana
Robinia neomexicana är en ärtväxtart som beskrevs av Asa Gray. Robinia neomexicana ingår i släktet robinior, och familjen ärtväxter.
Arten är vanligen utformad som ett litet träd eller som buske. På kvistarna finns taggar och ibland håriga utskott. Blommorna har en rosa till ljus violett färg. Under hösten utvecklas frukterna som är håriga och bruna.
Utbredningsområdet sträcker sig över stora delar av USA och Mexiko. Trädet hittas i bergstrakter mellan 1200 och 2600 meter över havet. Arten introducerades i Baltikum, Italien, Ukraina, Kazakstan, Uzbekistan och Turkmenistan. I Nordamerika hittas arten vanligen som underbegetation i områden med tallar och en.
Växtens kvistar äts av hjortdjur och kalkon samt andra fåglar äter artens frön. Ursprungsbefolkningen äter blommorna och använder frön i matlagningen.
För beståndet är inga hot kända. Hela populationen anses vara stabil. IUCN kategoriserar arten globalt som livskraftig.

## Underarter
Arten delas in i följande underarter:
- R. n. neomexicana
- R. n. rusbyi

## Bildgalleri

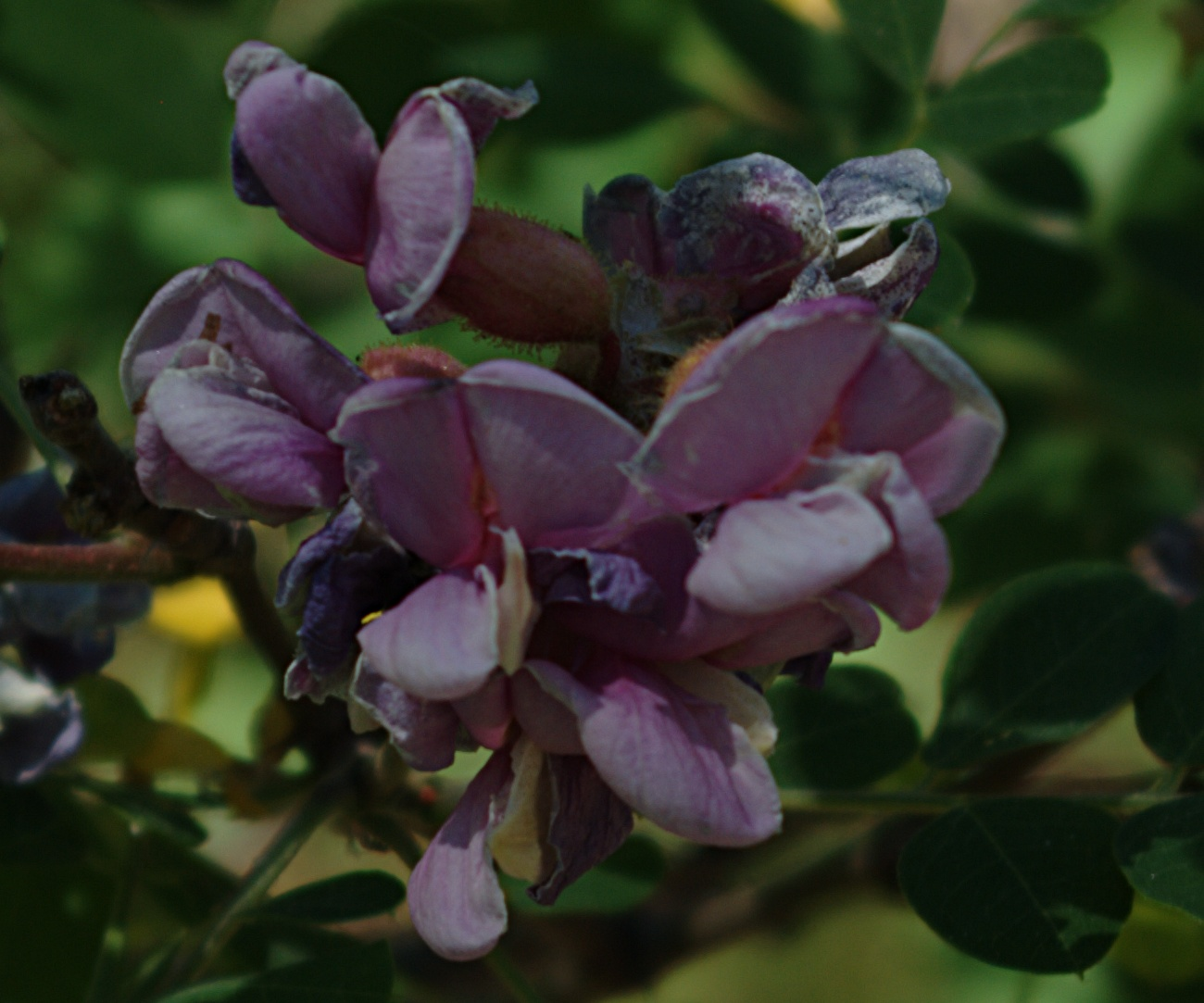
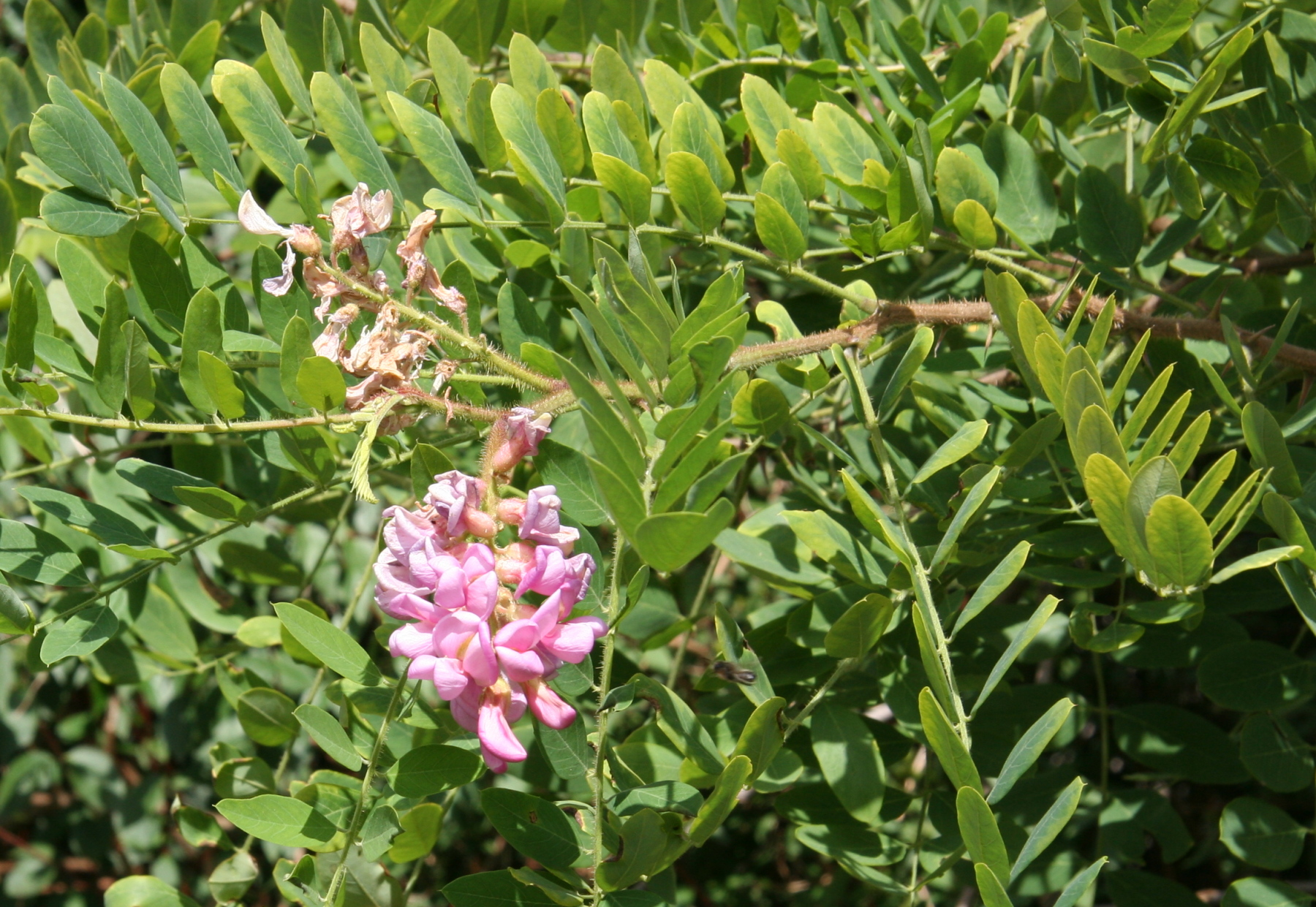